# 99式狙击步枪
99式（官方代號QBU-99／Zijiang M99）是中華人民共和國原產的12.7毫米（.50英吋）大口徑狙擊步槍（反器材步槍），发射12.7×108毫米（.50 俄羅斯或54式12.7毫米重机枪弹）步枪子彈。 目前已被發現裝備於在亞丁灣進行反海盜活動的中國人民解放軍海軍及中國人民解放軍海軍陸戰隊，亦被發現在敘利亞內戰期間被敘利亞自由軍所使用。

## 参数
- 发射方式：半自动
- 闭锁方式：机头回转式闭锁
- 全枪长：1480mm
- 枪管长：800mm
- 全枪重(不含瞄具)：12kg
- 有效射程：1800m
- 初速：825m/s
- 弹匣容量：5rds
- 瞄具倍率：8×/10×[1]

## 使用國
- 中华人民共和国
  - 中國人民解放軍
- 緬甸
- 苏丹
- 叙利亚

## 流行文化

### 電子遊戲
- 2016年—《少女前線》：以拟人化美少女的形象出现。
- 2018年—《叛亂：沙漠風暴》：命名為“M99”，作為神射手职业可用的反器材步槍登場。